# La Brière
Pour les articles homonymes, voir La Brière (film) et Brière (homonymie).
La Brière est un roman d'Alphonse de Châteaubriant, d'abord publié dans la Revue universelle de janvier à mai 1923 puis paru aux éditions Grasset en juin 1923 . Il reçoit dès sa sortie le Grand prix du roman de l'Académie française sur la recommandation de l'académicien René Bazin "C'est un grand livre. Une région de France vient de trouver son poète".
Le roman est un succès de librairie avec 80 000 exemplaires vendus dès le premier mois. La Brière va connaître le plus fort tirage de l'entre deux guerres, avec plus de 600 000 exemplaires, en 26 éditions différentes.
En 1935, Alphonse de Châteaubriant publiera ses notes préparatoires "prises presque quotidiennement, à l'époque où [il] poursuivait le dessein d'écrire un roman sur cette région alors inconnue", 

## Résumé
En 1461, le duc François II de Bretagne a accordé des droits de chasse, pêche, coupe de la motte et du roseau aux habitants des marais de Brière. Ces droits ont été confirmés par lettres patentes par Louis XVI en 1784. Aoustin, personnage principal du roman, est à la recherche de celles-ci à la suite de la menace de nationalisation de la Brière.
1re partie. Aoustin est garde dans le marais Briéron, habitant de Fédrun, une des dix-sept communes de la Brière : l’Aoustine (Nathalie) et Théotiste, respectivement sa femme et sa fille, vivent avec lui ; il est précisé au cours du roman que son seul fils a quitté le logis familial pour aller vivre à Nantes, avec une épouse choisie contre le gré de son père (loi ancestrale qui veut qu’on ne
prend femme que dans son village). Théotiste est amoureuse de Jeanin, un jeune homme de Mayun, Aoustin refuse que sa fille l’épouse. Sur fond de vie briéronne traditionnelle, le roman raconte les vicissitudes des habitants des tourbières, pris entre culture traditionnelle de la tourbe et défis de la vie moderne ; face à des sociétés étrangères à la Brière désirant s’y installer afin d’y faire prospérer leurs industries, et face à un État voulant récupérer un territoire qui les endette, les Briérons vont réagir en invoquant l’autorité de la Duchesse Anne, qui avait autrefois assuré la donation de la Brière à ses habitants, entreprise par son père François II en 1462 ; Louis XVI avait confirmé par la suite cette donation. Des lettres patentes sont les témoins de ce don, mais ces lettres, présentes dans tous les esprits, sont à trouver. Aoustin est désigné par les syndics des communes pour retrouver ces lettres, et permettre ainsi à la Brière de résister face aux velléités étrangères : il visite villages et lieudits, les moindres chaumières, à la recherche de ces lettres. Un drame familial se joue en parallèle de cette affaire : Aoustin quitte sa maison un soir pour ne plus y revenir, excédé d'apprendre la raison des dettes contractées par sa femme ; et par sa fille, qui désire épouser Jeanin. Il s’installe alors dans la vieille mazière où il avait grandi, à l’autre bout du village ; il commence sa vie de solitaire, contre les conseils de Julie. C’est le moment où commence sa quête.
2e partie. Une nuit, Aoustin parvient, en emmenant avec lui deux gendarmes, à prendre an
flagrant délit de braconnage Jeanin ; rage de ce dernier, qui trouve un nouveau motif de le haïr, après celui du refus du mariage. Un événement important
survient : Aoustin, qui a parcouru tous les villages et lieudits sans trouver trace de ces lettres, finit par les découvrir chez Florence, dans son dolmen, au milieu des lettres de sa fille qu’elle gardait précieusement. Il s’était retrouvé chez elle après l’avoir sauvée des mains de mauvaises gens du village qui l’avaient houspillée et battue. C’est la grande nouvelle, tous les habitants des dix-sept communes sont rassemblés pour faire la lecture de la lettre et dépêcher un commissaire qui irait jusqu’à la ville pour fournir le document. Aoustin est chargé de la mission, prolongement de la précédente. De son côté, Jeanin continue d’aller voir Théotiste et sa mère pour leur remettre l’argent de ses braconnages qui les aideraient à racheter les draps mis en gage auprès d'une voisine pour aider son fils de Nantes : c’est la révélation de cette manigance qui avait mis Aoustin hors de lui et l’avait fait quitter le foyer conjugal. Un soir, Jeanin promet à Théotiste qu’il se vengera d’Aoustin. En sortant de chez elle, il est battu par deux gars envoyés par Aoustin. Après la fête en l’honneur des lettres retrouvées, Aoustin part continuer sa mission, et Théotiste tente de retrouver Jeanin, sans succès ; elle erre toute la journée et jusqu’à tard dans la nuit, jusqu’à ce que Florence la recueille. Cette même nuit survint le terrible incident : on a tiré sur Aoustin, son corps est ramené dans sa chaumière au milieu de la consternation générale. Peu à peu, grâce aux soins de Julie et du médecin, il reprend conscience ; mais refuse de donner quelque détail que ce soit relativement à l’incident. Ceux de Mayun, d’où vient Jeanin, ont compris (ils connaissaient l’histoire de ses relations avec Aoustin et Théotiste) et s’emparent du jeune homme pour lui faire subir un châtiment sévère en réparation de son crime. Un second incident vient clore la partie : Jeanin, réfugié pour une nuit dans une hutte des marais, voit l’incendie se déclarer du feu qu’il avait fait pour se réchauffer. L’incendie prend et s’étend sur les marais, s’entretenant des mottes : l’alerte est donnée, et Jeanin s’enfuit comme en exil.
3e partie. Aoustin est à l’hôpital. Julie reçoit la visite de M. « Mangetout », à qui elle doit de l’argent. Aoustin revient ; il retrouve la Brière changée, apprend qu’un autre que lui est devenu le garde et en éprouve une rage terrible : le syndic l’a démis de ses fonctions. Aoustin apprend que sa fille est en prison, et reste sourd aux instances de Julie lui enjoignant d’aller retrouver sa femme, restée seule, il s’enferme dans son orgueil blessé. Il réapparaît un jour à l’occasion de la réunion des syndics et est alors réintégré dans ses fonctions. Aoustin peut désormais prouver aux autres qu’il est l’homme d’autrefois. La vie devient dure pour Aoustin qui n’a plus la forme d’antan, il devient de plus en plus taciturne, se mure dans sa colère et continue de projeter sa vengeance. Un jour Théotiste rentre de prison, diminuée dans ses forces et dans son esprit ; elle aime toujours Jeanin, mais celui-ci ne vient plus la voir, car épouser une fille qui
sort de prison entraînerait pour lui un déshonneur plus grand encore. Un jour, lors des récoltes de mottes pour le chauffage de l’hiver, activité qui occupe chaque année tous les Briérons, la Capable (celle-là même qui l’avait dénoncée) prend à partie Théotiste et l’insulte publiquement, lui crache son venin à la figure en insistant sur la plaie sensible, son amour pour Jeanin ; elle s’enfuit et ne réapparaît que plus tard. Aoustin apprend un jour par Julie que sa fille a sombré dans la folie : Aoustin ne peut y croire, et sa colère se renforce, ainsi que son désir de vengeance. Un soir, n’y tenant plus, il va jusque chez Jeanin, à Mayun : il le tire du lit en le menaçant de son fusil, le conduit jusque chez lui en chaland, et s’apprête à l’abattre quand quelqu’un vient le demander d’urgence au sujet de Théotiste, alors en accès de démence. Tout s’effondre en Aoustin à la vue de sa propre fille qui a perdu le sens ; ils décident de l’emmener à l’hôpital ; en chaland puisqu’elle refuse la carriole, qui lui rappelle le départ pour la prison. Mais Aoustin ne connaît plus sa Brière ; le temps est loin où il connaissait chaque passe et chaque canal de sa Brière : ils se perdent dans le brouillard, et sa fille en démence se tenant loin de lui achève de le désespérer. Une nuit passe ainsi dans les ténèbres et l’angoisse ; au petit matin, la vue d’un soleil « céleste » saisit Aoustin, qui s’en trouve abattu et bouleversé. Il retourne chez lui et le roman se termine sur la phrase de pardon qu’il adresse à son prisonnier.

## Personnages
- Aoustin, dit Lucifer, garde de Brière, résidant à Fedrun ;
- Nathalie, femme d'Aoustin, dite "l'Aoustine" ;
- Théotiste, fille d'Aoustin ;
- Jeanin, résidant à Mayun ;
- Florence, une vieille femme devenue folle après la mort de sa fille, souvent la risée des autres habitants ;
- Julie, veuve s’occupant de deux enfants, femme courageuse jouant le rôle de conseil auprès d’Aoustin ;
- M. Moyon, le maire de Fédrun ;
- M. Ulric, jeune homme locataire chez Julie ;
- la Capable, voisine d’Aoustin ;
- la Brière, dont les espaces naturels sont décrits avec ferveur, est dotée d'une personnalité.

## Éditions
- Éditions Grasset, collection "Le Roman" dirigée par Edmond Jaloux, Paris, 1923, bois gravé de Gérard Cochet sur la couverture.
- Editions A. et G. Mornay, collection "les beaux livres", Paris, 1924, illustrée de 97 bois gravés par Mathurin Méheut et Louis-Joseph Soulas d'après les illustrations de Mathurin Méheut.
- Arthème Fayard & Cie éditeurs Paris, Collection Le Livre de Demain n° XXXIX avec 24 bois originaux de René-Yves Creston, 1926, 1937, 1946.
- Jean Variot bibliophile, Versailles, 1927, orné de compositions gravées sur bois par Constant Le Breton.
- L'édition d'art H. Piazza, Paris, 1932, illustrations en couleurs de Henry Cheffer.
- Editions Rombaldi, Paris, 1941, illustrations par Pierre Gandon.
- Editions la Guilde du livre, Lausanne, 1958, illustrations hors texte de Jean-Pierre Rémon.